# 罗萨尔诺
罗萨尔诺（義大利語：Rosarno），是意大利雷焦卡拉布里亚省的一个市镇。总面积39.46平方公里，人口14745人，人口密度373.7人/平方公里（2009年）。ISTAT代码为080069。